# Filippinerna
Filippinerna (filipino: Pilipinas), formellt Republiken Filippinerna, (filipino: Republika ng Pilipinas), är ett land i Sydostasien i västra Stilla havet. I norr över Luzonsundet ligger Taiwan. Västerut över Sydkinesiska sjön ligger Vietnam. Suluhavet i sydväst ligger mellan Filippinerna och ön Borneo och i söder skiljer Celebessjön landet från andra öar i Indonesien. Landet gränsas i öster av Filippinska sjön. Dess läge vid Eldringen och dess tropiska klimat gör Filippinerna utsatt för jordbävningar och tyfoner men har också utrustat landet med naturresurser och gjort det till ett av de rikaste områdena av biologisk mångfald i världen. Med en arkipelag som består av 7641 öar delas Filippinerna in i tre geografiska regioner: Luzon, Visayas och Mindanao. Dess huvudstad är Manila.
Med en uppskattad befolkning (2023) på omkring 117 miljoner människor är Filippinerna världens 13:e folkrikaste land. Ytterligare 11 miljoner filippiner bor utomlands. Flera etniciteter och kulturer finns på alla öar. Under förhistorisk tid var negritos några av arkipelagens äldsta invånare. De följdes av successiva vågor av austronesiska folkslag som förde med sig influenser från malajiska, hinduiska och muslimska samhällen. Handel introducerade kinesiska kulturella influenser som förblir än i dag.
Ankomsten av Ferdinand Magellan 1521 markerade början på en epok av spanskt intresse och slutlig dominans. Namnet Filippinerna kommer från kung Filip II av Spanien. Manila blev det asiatiska navet i galeonflottan Manila-Acapulco. Kristendomen blev vida antagen. Då 1800-talet gav vika för 1900-talet följde filippinska revolutionen i snabb takt som gav upphov till den kortlivade första filippinska republiken, spansk-amerikanska kriget och filippinsk-amerikanska kriget. I efterdyningarna framträdde USA som den dominerande statsmakten. Bortsett från perioden av japansk ockupation behöll USA suveränitet över öarna fram till slutet av andra världskriget då Filippinerna blev självständigt. USA efterlämnade Filippinerna med det engelska språket och en starkare böjelse för den västerländska kulturen. Filippinerna utgör idag en av Asiens demokratier, men en demokrati som ständigt utmanas genom en rad defekter ytterst härledda från landets koloniala förflutna.

## Historia

### Förhistoria (fram till år 900)
Lämningar har hittats som visar att Homo sapiens fanns i Palawan för troligen omkring 50 000 år sedan. Dessa invånare kallas Tabonmänniskan.
Tusentals år senare anlände vågor av austronesisktalande invandrare – förfäderna till nutidens etniska filippinier – från Indonesien och genom södra Kina via Taiwan. Etniskt kinesiska köpmän anlände på 700-talet e.Kr.

### Tidig historia (900–1565)
På 1400-talet nådde islam de sydliga öarna. Ferdinand Magellan kom till öarna första gången 1521. Efter att han upprättat vänskapliga förbindelser med några lokala hövdingar och omvänt dem till kristendomen kom Magellan i konflikt med en hövding som fortfarande var fientlig mot honom. Detta var hövdingen Lapu-Lapu. I det slag som följde blev spanjorerna besegrade och Magellan dödades, men ett av hans skepp kom tillbaka till Spanien och förde med sig nyheten om detta nya land.

### Under kolonialt styre (1565–1946)
Den 27 april 1565 kom den spanske conquistadoren Miguel López de Legazpi med 500 soldater till Cebu och bildade den första spanska bosättningen på öarna, ursprunget till dagens Cebu City.
Augustiner och franciskaner följde med soldaterna från ö till ö för att leta efter inhemska byar och människor. Spanjorerna byggde snart upp kyrkor och fästningar, medan de letade efter guld och kryddor. Katolicismen infördes och antogs av majoriteten. Sporadiska uppror skedde från stamgrupper i norra Luzons högländer och i kustområden. En del muslimer gjorde motstånd i Mindanao i södra Filippinerna. Den spanska militären slog tillbaka kinesiska pirater, japanska och portugisiska, nederländska och brittiska styrkor, som alla också hade intresse av Filippinerna.
Filippinerna styrdes från Nya Spanien (Mexiko) tills Mexiko blev självständigt. I slutet av 1500-talet inleddes en spirande handel.
1781 bildade guvernör José Basco y Vargas Sociedad Económica de los Amigos del País ("Det ekonomiska sällskapet för landets vänner") för att främja den ekonomiska utvecklingen. Filippinerna administrerades direkt från Spanien. Utveckling inom landet och utanför och öppnandet av Suezkanalen 1869, som förkortade restiden till Spanien och medverkade till att föra nya idéer till Filippinerna, befrämjade framväxten av en upplyst filippinsk övre medelklass, ilustrados. Många unga filippinare fick möjlighet att studera i Europa.
När de blivit upplysta av propagandarörelsen om den spanska kolonialregeringens orättvisor eftersträvade de först tillräcklig representation i Spaniens Cortes och senare självständighet. José Rizal, den mest uppskattade intellektuelle (och mest kontroversiella ilustradon), avrättades 1896 för högförräderi, eftersom Rizal var inblandad i revolutionsutbrottet. Katipunan bildades av Andrés Bonifacio och var ett hemligt sällskap med störtandet av det spanska styret i Filippinerna som enda målsättning. Sällskapet blev upptäckt av fader Mariano Gil som bröt sin tystnadsplikt och berättade för de spanska myndigheterna om en församlingsmedlem som var syster till en medlem i Katipunan. Den filippinska revolutionen bröt ut. Katipunan var delat i två grupper, Magdiwang som leddes av Andrés Bonifacio och Magdalo lett av Emilio Aguinaldo. Revolutionen slutade med ett avtal där revolutionärerna kapitulerade och gick med på att gå i exil i Hong Kong.
USA och Spanien blev invecklade i det spansk-amerikanska kriget 1898. Revolutionärernas ledare Emilio Aguinaldo lockades då tillbaka till Filippinerna med ett påstått löfte om självständighet liknande den för Kuba, som då utkämpade ett självständighetskrig. Den 12 juni 1898, när segern tycktes uppnåelig, utropade Emilio Aguinaldo Filippinernas självständighet. Det visade sig dock att både Spanien och USA försökte utesluta filippinierna från makten på det ockuperade Filippinerna. De ignorerade den filippinske representanten under förhandlingarna om Parisfördraget 1898. Spanien överlämnade Filippinerna till USA. Den filippinska republiken gjorde uppror mot USA:s ockupation, vilket ledde till det filippinsk-amerikanska kriget 1899–1913. Filippinerna kvarstod under USA:s kontroll och fick 1935 sin ställning uppgraderad. År 1941, under andra världskriget, invaderades och ockuperades Filippinerna av Japan som etablerade Andra filippinska republiken (1943–1945). Den 4 juli 1946 erkändes Filippinerna som självständig stat. USA:s sista militärbaser stängdes 1992.

### Postkoloniala perioden (1946–nutid)

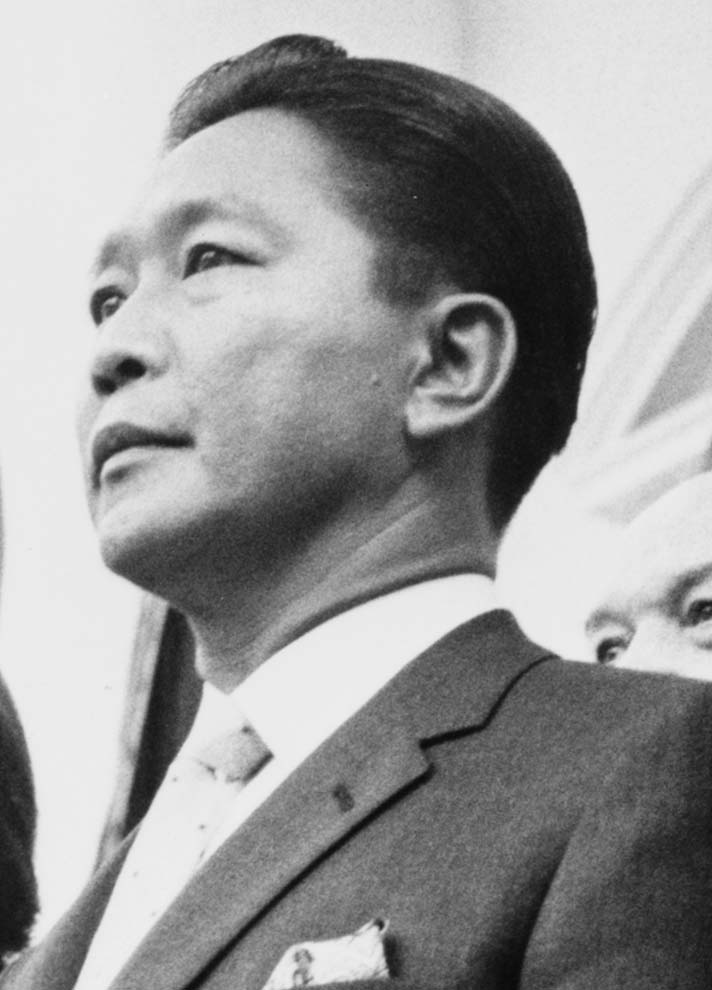
Ferdinand Marcos, 1966.

Filippinerna har upplevt en del ekonomisk och politisk instabilitet efter 1946. Gerillan Hukbalahap, som hade bekämpat japanerna under kriget, fortsatte sina aktiviteter och upplevdes som ett hot mot staten. Ferdinand Marcos valdes till president 1965. Under slutet av 1960-talet och början av 1970-talet växte aktivism bland studenter och antiamerikanska demonstrationer. Ett författningskonvent bestående av valda delegater utarbetade en ny författning som skulle antas i folkomröstning och ersätta den gamla från 1935. Perioden var präglad av oroligheter och undantagstillstånd utlystes 21 september 1972. President Marcos fick nu kraftigt förstärkt makt. Den nya konstitutionen infördes sedan med något tvivelaktiga medel. Situationen tycktes lugna ned sig tills de senare åren av Marcos auktoritära regim, som präglades av korruption. Undantagstillståndet hävdes 1981. En politisk och ekonomisk kris under 1980-talet förvärrade missnöjet med Marcos.
1986 lämnade Marcos med sin familj och några förbundna Filippinerna och gick i exil i Hawaii. Corazon Aquino, änka efter den mördade senatorn Benigno Aquino, tog över regeringsmakten efter ett snabbt val. Efter Marcos har Filippinerna återgått till demokrati och reformerat styret, men en inrotad korruption, inbördes stridigheter och aktiviteter av kommunistiska upprorsmakare och muslimska separatistiska rörelser försvårar alltjämt landets ekonomiska produktivitet. Under perioden efter Marcos har landet upplevt tre presidentskapskriser, varav den senaste i samband med ett avvärjt kuppförsök i början av 2006 då president Gloria Macapagal-Arroyo införde undantagstillstånd.
Vid valen i maj 2010 vann Benigno Aquino III. Han svor presidenteden den 30 juni 2010 vid Quirino Grandstand i Luneta Park. I installationstalet lovade han bland annat att motverka fattigdom och korruption. Benigno Aquino III är son till Corazon Aquino och Benigno Aquino, Jr..
Rodrigo Duterte ställde upp i Filippinernas presidentval år 2016. Han vann presidentvalet med 39 procent av rösterna och tillträdde posten 30 juni 2016.  När det gäller konstitutionaliserade frågor har han främst nämnt att han vill ha en parlamentarisk utveckling. Duterte har gett polisen order om att döda misstänkta brottslingar. Han har sagt att "Kampanjen Skjuta för att döda" kommer att fortsätta till den sista dagen av hans ämbete, Han gav också en personlig garanti om åtalsimmunitet åt soldater och poliser som dödar någon då de utför sitt jobb. Presidenten har dessutom uppmanat vanliga medborgare och rebeller att döda droglangare.

## Geografi

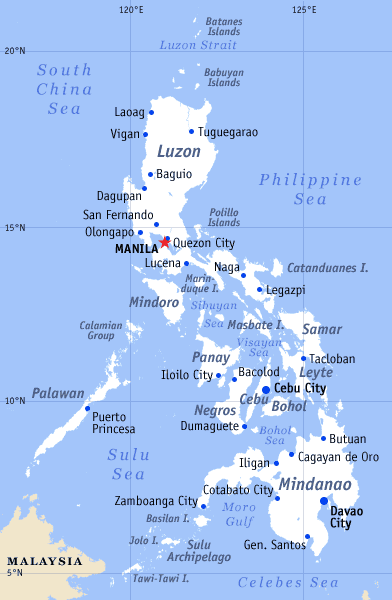
Karta över Filippinerna.

Landet består av 7 107 öar varav närmare 900 är bebodda. Den största ön heter Luzon. Den filippinska arkipelagen är belägen mellan 116° 40' och 126° 34' östlig longitud, 4° 40' och 21° 10' nordlig latitud. Den sammanlagda arean är cirka 300 000 km². Öarna indelas i tre grupper: Luzon, Visayas och Mindanao. Hamnstaden Manila som ligger på ön Luzon är huvudstad och Filippinernas andra stad till storleken. Störst är Quezon City.

### Topografi och hydrografi
Geografiskt utgör Filippinerna en fortsättning på de bergiga indonesiska öarna, och bergskedjornas högsta toppar når 2 000–3 000 m ö.h. Mellan bergen ligger bördigt lågland, t.ex. den centrala Manilaslätten på Luzon. Öarna ingår i Östasiens bälte av vulkanism och drabbas ofta av jordskalv och vulkanutbrott; vid Pinatubos utbrott 1991 på södra Luzon dödades flera hundra människor och ofantliga askmoln spreds runt hela jorden. Öster om ögruppen finns Filippinergraven, ett av världshavens största djup. 
Jordbävningar är vanliga i landet.

### Klimat
Filippinerna har tropiskt monsunklimat med riklig nederbörd. Nordostkusten utsätts ofta för tropiska orkaner (tyfoner). Klimatet är varmt, fuktigt och tropiskt. Årsmedeltemperaturen ligger runt 26,5°. Filippinerna har tre årstider: Tag-init eller Tag-araw (den varma årstiden "sommar", mars–maj), Tagulan (regnperioden, juni–november) och Tag-lamig (den kalla årstiden "vinter", december–februari). De flesta av öarna är skogklädda vulkanöar. Den högsta punkten är Mount Apo på ön Mindanao som når 2 954 m. Flera vulkaner, som Pinatubo, är aktiva. Landet drabbas också av ett tjugotal tyfoner från Stilla havet varje år.

### Växt- och djurliv
Omkring 1/3 av landets yta täcks ännu av en artrik regnskog. Stora arealer har dock avverkats, vilket har lett till svår jordförstöring. Floran uppvisar bl.a. ett mycket stort antal orkidéarter. Längs kusterna finns mangroveskog och en del öar omges av korallrev.
På Filippinerna lever en otalig mängd insekter och mer än 5 000 större djurarter samt cirka 14 000 olika växter. Bland djurarterna kan nämnas vattenbuffel, papegojor, flygekorrar, spökdjur, delfiner, krokodiler, ormar, sköldpaddor och olika ödlor. Några zoologer påstår att djurvärlden på Filippinerna och djurvärlden i Indonesien liknar varandra. På ön Calauit släpptes 1976 ett stort antal afrikanska djurarter. Bland dessa finns 70 giraffer och några zebror samt antiloper. Det anordnas idag safariturer för turister.

## Styre och politik

### Författning och styre
Filippinernas statsskick är löst baserat på USA:s. Den nuvarande konstitutionen antogs 1987. Landet är en republik med stark presidentmakt, där presidenten är statschef, regeringschef och militär överbefälhavare. Presidenten väljs i allmänna val för en mandatperiod på 6 år och utnämner och leder ett kabinett. Parlamentet, kongressen, har två kamrar, representanthuset och senaten. Senaten har 24 ledamöter med sexåriga mandatperioder, medan representanthuset har högst 250 ledamöter med treåriga mandatperioder. Senatens ledamöter väljs nationellt. Av representanthusets ledamöter väljs 206 i enmansvalkretsar och de övriga från partilistor.

### Administrativ indelning

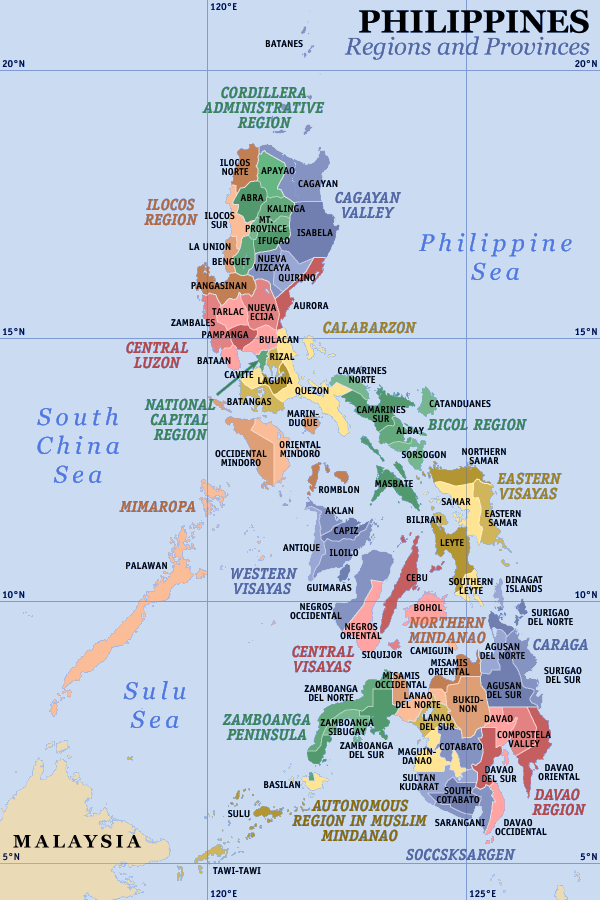
Filippinernas provinser och regioner.

På en övergripande nivå delas Filippinerna in i tre delar, Luzon, Visayas och Mindanao, en indelning som motsvarar den svenska indelningen i Götaland, Svealand och Norrland. Luzon-delen består av den stora huvudön i norr med samma namn, plus kringliggande småöar, Mindanao-delen på samma sätt av ön Mindanao med kringliggande småöar, och Visayas är alla de små och medelstora öarna mellan Luzon och Mindanao.
Filippinerna är sedan indelat i 79 provinser, närmast motsvarande Sveriges län, som var och en tillhör en av de 17 regionerna i landet. Dessutom finns en autonom region, Muslimska Mindanao. Huvudstadsområdet Metro Manila är en egen region, dock inte indelad i provinser, utan istället i fyra distrikt. Provinserna i sin tur indelas i städer ("cities") och köpingar ("municipalities"), motsvarande svenska kommuner, vilka i sin tur delas in i den minsta administrativa enheten på Filippinerna: barangay, som saknar svensk motsvarighet. De regionnamn som skrivs med stora bokstäver är akronymer, bildade från namnen på de största provinserna, öarna eller städerna i regionen i fråga. Regionernas numrering anges med latinska siffror i parentes.
| Region                               | Beteckning  | Regionhuvudstad           |
| ------------------------------------ | ----------- | ------------------------- |
| Ilocos Region                        | Region I    | San Fernando, La Union    |
| Cagayan Valley                       | Region II   | Tuguegarao, Cagayan       |
| Central Luzon                        | Region III  | San Fernando, Pampanga    |
| CALABARZON                           | Region IV-A | Calamba, Laguna           |
| MIMAROPA                             | Region IV-B | Calapan, Oriental Mindoro |
| Bicol Region                         | Region V    | Legazpi, Albay            |
| Västra Visayas                       | Region VI   | Iloilo City               |
| Centrala Visayas                     | Region VII  | Cebu City                 |
| Östra Visayas                        | Region VIII | Tacloban                  |
| Zamboangahalvön                      | Region IX   | Zamboanga City            |
| Norra Mindanao                       | Region X    | Cagayan de Oro            |
| Davaoregionen                        | Region XI   | Davao City                |
| SOCCSKSARGEN                         | Region XII  | Koronadal, Södra Cotabato |
| Caraga                               | Region XIII | Butuan City               |
| Autonoma regionen Muslimska Mindanao | ARMM        | Cotabato City             |
| Cordillera Administrative Region     | CAR         | Baguio City               |
| National Capital Region              | NCR         | Manila                    |
| Negros Island Region                 | NIR         | Bacolod City              |

Calabarzon och Mimaropa utgjorde tidigare tillsammans regionen Södra Tagalog (IV).
Negros Island Region bildades 2015 genom att provinserna Negros Oriental och Negros Occidental bröts ut ur Västra Visayas och Centrala Visayas.

### Politik
När Gloria Macapagal-Arroyo blev president 2001, blev hennes parti LAKAS-CMD också det största i kongressen. Partiet leder en koalition av flera större och mindre partier, med sammanlagt 187 ledamöter i representanthuset och 13 i senaten. Kongressledamöterna tenderar att inte ha så stark partilojalitet och ofta byta partitillhörighet.

### Rättsväsen
Rättsväsendets högsta instans är högsta domstolen med en ordförande och 14 övriga domare, som alla utses av presidenten på förslag av ett rättsligt råd.

### Internationella relationer
Filippinerna är en av grundarna av FN och ASEAN, samt medlem av APEC, latinska unionen och G24. Filippinerna är en viktig allierad till USA utanför NATO, men också medlem av Alliansfria rörelsen.
Filippinerna ligger i konflikt med Taiwan, Kina, Vietnam och Malaysia om de olje- och naturgasrika Spratlyöarna och Scarboroughrevet, och med Malaysia om provinsen Sabah på Borneo.

## Ekonomi och infrastruktur

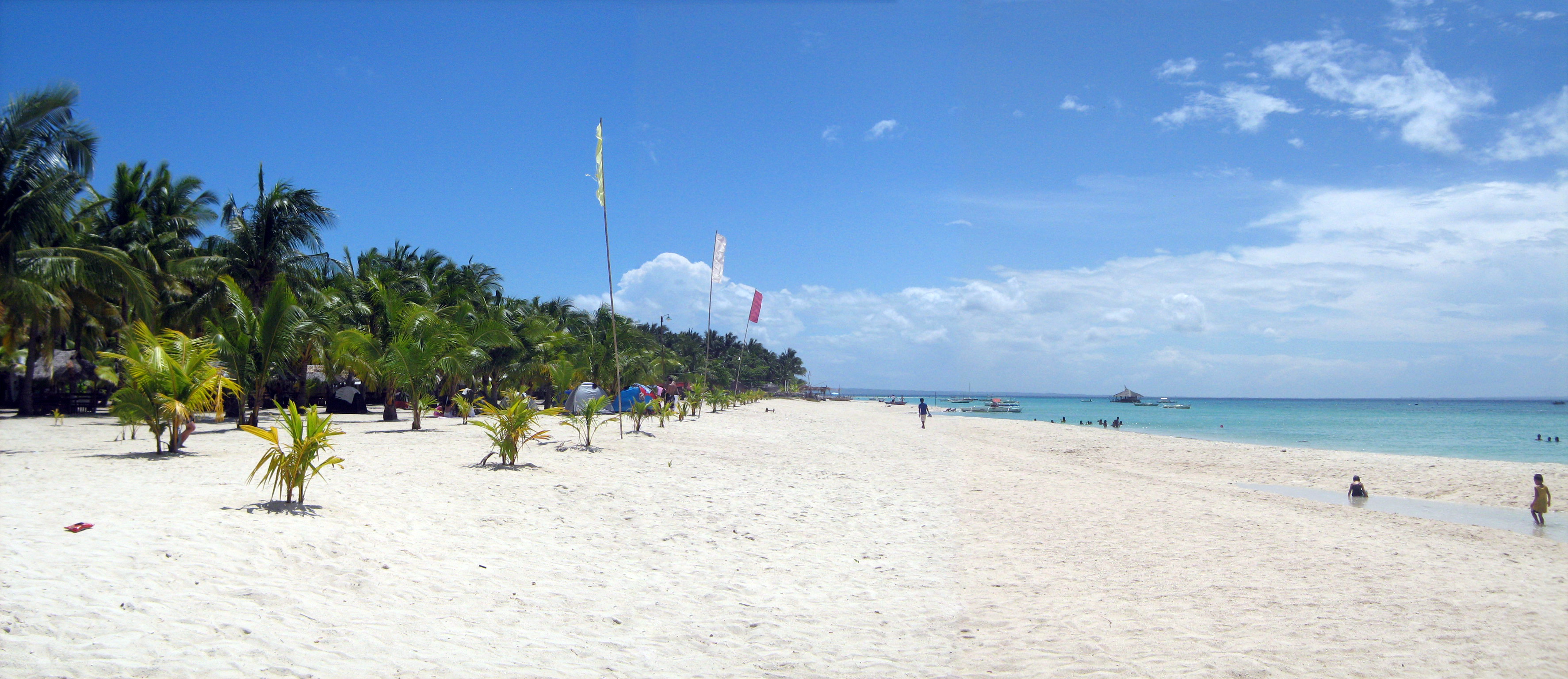
Strand på den filippinska ön Bantayan.

Filippinerna är ett utvecklingsland och kännetecknas av djup fattigdom och ojämn inkomstfördelning. Fattigdom är ett stort problem på Filippinerna, där uppskattningsvis 40 procent av befolkningen lever i fattigdom och de större städerna omges av slumområden. Bara i Manila finns ungefär 60 000 gatubarn. Många av dessa barn jobbar som biltvättare, skoputsare eller samlar avfall och många pojkar och flickor utnyttjas som prostituerade.[källa behövs][när?] Landet är i grunden en jordbruksnation har lätt industri och tjänstesektorn gjort stora inbrytningar i landet. Filippinernas nominella BNP är 144 miljarder USD (2007) och landet anses komma på 46:e plats av 184 länder och femtonde bland Asiens länder.
Under 2007 växte Filippinernas ekonomi med 7,3 procent, vilket var den näst snabbast växande ekonomin i Sydöstra Asien endast efter Vietnam.
Landet kallas ofta Asiens nya tigerekonomi. Det drabbades av Asienkrisen 1998, i förening med stigande priser, inflation och dåliga väderförhållanden. Den ekonomiska tillväxten föll från 5 procent 1997 till 0,6 procent 1998, men återhämtade sig sedan till omkring 3 procent 1999 och 4 procent 2000. Regeringen har lovat att fortsätta sina ekonomiska reformer för att medverka till att komma ikapp utvecklingstakten i de nyligen industrialiserade länderna i Östasien. Försöken att förbättra den ekonomiska situationen hämmas av stora skulder, med en statsskuld på 77 procent av BNP. Avbetalningen av statsskulden tar en större del av budgeten än utbildningsdepartementet och försvarsmakten tillsammans.
Regeringens strategi för att förbättra ekonomin innehåller förbättringar av infrastruktur, reformer av skattesystemet för att öka statens intäkter, främja avreglering och privatiseringar och öka handelsintegrationen med omgivande länder. Framtidsutsikterna beror mycket på den ekonomiska utvecklingen i de två stora handelspartnerna USA och Japan, samt på större regeringspolitikens och administrationens utveckling.
På senare år har många teletjänstcentraler och business process outsourcing (BPO)-företag flyttat till Filippinerna och skapat tusentals nya arbetstillfällen. Den 1 november 2005 infördes en ny lag om utökad moms, som syftar till att skära ned utlandsskulden och förbättra offentliga tjänster.
Filippinerna utbildar varje år ett stort antal sjuksköterskor. Enligt OECD finns det inget annat land i världen som har så många sjuksköterskor som arbetar i utlandet.

### Näringsliv

#### Jord- och skogsbruk
Jordbruket sysselsätter flertalet invånare, och stapelfödan är ris, som odlas av småbönder i nederbördsrika områden, samt majs. På plantager odlas exportgrödor som socker, kopra och andra kokosprodukter, bananer och ananas. Skogsindustrin är betydande i söder (på Mindanao) och fisket ger stora inkomster.

#### Råvaror
Det finns ganska gott om mineral (koppar, guld, silver, krom, järn och nickel) men man måste importera olja.

#### Industri
Industrin, som byggts upp med amerikanskt kapital, förädlar främst råvaror från skogs- och jordbruket. Under senare tid har bland annat konfektions-, elektrisk, elektronisk och petrokemisk produktion tillkommit och ekonomiska frizoner med bland annat skattelättnader har inrättats.

#### Turism
Turismen är ekonomiskt viktig, men ett svårlöst problem är barnprostitutionen, som florerar framförallt i storstäderna.

### Handel
Filippinerna är medlem av Asiatiska utvecklingsbanken, Världsbanken, Internationella valutafonden, samt andra internationella ekonomiska sammanslutningar, såsom APEC, Colomboplanen och G-77.[källa behövs]

### Infrastruktur

#### Transporter
Det finns få järnvägar, vägnätet är föråldrat. Sjöfart och flyg spelar en växande roll.

#### Utbildning
Utbildningssystemet är baserat på kursplaner från USA. 95,9 procent är läskunniga, utan någon större skillnad mellan män och kvinnor.[källa behövs]
De sex första klasserna i skolorna på Filippinerna är obligatoriska och gratis. De genomförs av 85 procent av befolkningen. Följande fyra klasser är gratis, men inte obligatoriska. De utförs av 61 procent av åldersgruppen.[källa behövs]

## Befolkning

### Demografi
Invånarna i Filippinerna kallas för filippinier eller filippinare. I dagligt tal kan en filippinare kalla sig själv för pinoy/pinay. 
Filippinerna är världens tolfte folkrikaste land med en beräknad folkmängd på cirka 94 miljoner invånare 2010.

#### Urbanisering
Ungefär två tredjedelar av befolkningen bor på Luzon. Huvudstaden Manila är tillsammans med den omgivande regionen Metro Manila en av världens folkrikaste storstadsområden.[källa behövs]

#### Minoriteter
Ungefär 95 procent av befolkningen är enligt officiella uppgifter ättlingar till en rad av vågor av austronesiska immigranter som anlände för cirka tusen år sedan och som bosatte sig över hela arkipelagen. Filippinernas befolkning kan (efter kulturell och språklig hemhörighet) indelas i ett tiotal större folkgrupper – bikol, gaddang, ibanag, iloko, ivatan, kapampangan, pangasinan, sambal, subanon, tagalog, visayan och zamboangueño – samt ett stort antal mindre grupper.
Urinvånarna (aeta) ersattes i hög grad av de invandrande austroneserna och utgör idag endast 0,03 procent av befolkningen (cirka 30 000). Cirka två procent av befolkningen är mestiser, och medan deras antal är litet så har de ändå stort ekonomiskt och politiskt inflytande. Den största icke-filippinska befolkningsgruppen i landet är kineser (3 procent). Den resterande befolkningen består av andra utländska nationaliteter.
Det stora antalet inhemska etniska grupper med egna språk gör Filippinerna till ett ur etnisk synvinkel sett mycket heterogent land. De senaste decennierna har regeringen aktivt arbetat för att göra kulturen mer homogen, men det har mött stort motstånd från flera etniska grupper, vilka alls inte önskar assimileras in i en gemensam filippinsk kultur. Dessa regeringens strävanden har setts som Manila-imperalism.[källa behövs]

#### Migration
Interna stridigheter mellan regeringstrupper och muslimska organisationer som Moro Islamic Liberation Front och Abu Sayyaf har lett till ett stort antal flyktingar inom landet. 2007 uppskattades antalet till 300 000.
Omkring 11 miljoner filippinare arbetar utanför Filippinerna, vilket är cirka 12 procent av landets befolkning, och mer än en miljon lämnar landet varje år. Deras yrken kan vara allt från läkare till sjömän och hembiträden. Närmare 15 procent av Filippinernas BNP utgörs av pengar som de utlandsarbetande skickar hem. De länder som tar emot flest filippinska gästarbetare är USA (fyra miljoner) och Saudiarabien (två miljoner). I Sverige fanns 2015 sammanlagt cirka 12 400 personer födda i Filippinerna.

### Språk
På Filippinerna talas mer än 170 språk, av vilka nästan alla tillhör den västliga malajo-polynesiska språkgruppen av austronesiska språk. Det största undantaget är chavacano som är ett spanskbaserat kreolspråk. Enligt 1987 års konstitution är både filipino (baserat på tagalog) och engelska officiella språk, medan filipino ensamt kallas nationellt språk. Engelska används främst inom administration, näringsliv och högre utbildning. Därutöver ges de regionala språken status som "auxiliary official languages" i respektive region.
Det finns tolv regionala språk, som har mer än en miljon talare vardera: tagalog, cebuano, hiligaynon, ilokano, waray-waray, bikol, kapampangan, pangasinan, kinaray-a, maranao, maguindanao och tausug. De tre förstnämnda är landets tre största inhemska språk, med en lång litterär tradition och en roll som lingua franca i olika delar av landet.
Övriga stora utländska språk som talas på Filippinerna inkluderar spanska, hokkien, kantonesiska, indonesiska, sindhi, punjabi, koreanska och arabiska. Ett arv från kolonialtiden är en rik litteratur på spanska.

### Religion
Filippinerna är samtidigt det fjärde största katolska, det trettonde största protestantiska, det sjuttonde största buddhistiska och det fyrtionde största muslimska landet i världen. Kring 92 % av alla filippinier är kristna. Av dessa tillhör i sin tur 90 procent romersk-katolska kyrkan medan övriga 10 procent tillhör olika protestantiska samfund. Fastän kristendomen är en stor kraft i kulturen lever även äldre trosuppfattningar och ritualer kvar.
Den katolska kyrkan har stort inflytande både i statliga och icke-statliga sammanhang, trots att åtskillnad mellan kyrka och stat är inskriven i konstitutionen. Filippinerna har för närvarande två kardinaler: Ricardo Cardinal Vidal och Jose Cardinal Sanchez. Den 2005 avlidne Jaime Cardinal Sin var en betydelsefull andlig ledare som aktivt deltog i den politiska utvecklingen i landet. Den mest kända katedralen är Manilas katedral.
De olika protestantiska samfunden har förbindelser med nordamerikanska kyrkor och det finns många amerikanska missionärer i landet. Två filippinska oberoende kyrkor bildades i början av 1900-talet och är framträdande idag. Dessa är Oberoende Filippinska Kyrkan (grundad 1902 under inflytande av Gregorio Aglipay) och Iglesia ni Cristo (Kristi kyrka, grundad 1914).
Cirka 5 procent av invånarna är muslimer.

## Kultur
Grunden för den filippinska kulturen baseras på de olika regionala traditionerna runt om i landet. Den är dock även starkt påverkad av influenser från de kinesiska och spanska kultursfärerna.
Arvet från den tre århundraden långa spanska kolonialtiden är tydligast i katolska traditioner och festivaler samt i förekomsten av spanska efternamn. Kineserna har framförallt satt sin prägel på den filippinska matkulturen men även bland annat påverkat språken och namnskicket. De amerikanska influenserna är en rätt ny företeelse och sträcker sig drygt hundra år tillbaka i tiden. Det utbredda bruket av engelska språket, nationalsporten basket och förkärleken för snabbmat är tre exempel på påverkan från USA. De kända danserna från Filippinerna är Tinikling, Pandanggo sa ilaw, Singkil, Maglalatik, Sayaw sa bangko, Itik-itik och många fler.

### Massmedier

#### Press
Malaysia har omkring 50 dagstidningar på malajiska, engelska, kinesiska samt på punjabi och tamil. Större tidningar inkluderar Berita Harian, Utusan Malaysia, New Straits Times, The Star och Nanyang Siang Pau. Många är partiägda, och oppositionstidningar får endast distribueras till partimedlemmar. Nyhetsbyrån Bernama har sedan 1990 ensamrätt att förmedla nyheter.

#### Radio och television
Radio och TV kontrolleras delvis av staten, där informationsministeriet kan återkalla sändningsrättigheter vid brott mot "malajiska värden". Statliga Radio Malaysia och Television Malaysia sänder på flera språk, medan privata aktörer som Sistem Televisyen Malaysia Berhad och MetroVision har etablerats sedan 1980-talet.

### Konstarter

#### Musik
Malaysias musik speglar landets mångfald, med influenser från arabisk-muslimsk kultur och sydostasiatiska traditioner. Typiska instrument inkluderar gongar, xylofoner, trummor och metallofoner, ofta använda i teater, ceremonier och ritualer. Gongen är central för både malajer och etniska grupper i Sabah och Sarawak, där man också hittar gongensembler, munorglar och tonsystem som påminner om javanesisk slendro och pelog.
Malajisk kultur i västra Malaysia inkluderar skuggteatern wayang, nobat-orkestrar med instrument som pukor och oboe, samt zikir-sånger och ghazal. Musiken i mayong-teatern kombinerar arabiska melodier med sydostasiatisk rytmik.
Musikens variation förstärks av kinesiska och indiska traditioner, samt västerländska inslag som portugisiskinspirerad keroncong och modern hårdrock.

#### Arkitektur
Malaysias arkitektur speglar regionala och etniska särdrag. På Malackahalvön är enfamiljshus vanligast, medan många i Östmalaysia bor i långhus på stolpar. Det traditionella kamponghuset, byggt för ventilation och svalka, består av ett enkelt rektangulärt stolphus som kan byggas ut efter behov. Thailändskt inflytande syns i dekorationer och takdetaljer i Terengganu och Kelantan, medan hus i Negeri Sembilan påminner om minangkabaukulturen från Sumatra.
Religiös arkitektur varierar från portugisisk stil i Sankt Peterskyrkan (1710) till kinesisk tradition i Cheng Hoon Teng-templet (1704). Jamékmoskén i Kuala Lumpur (1909) återspeglar nordindisk islamisk design. Modern islamisk arkitektur syns i nationalmoskén i Kuala Lumpur (1965) och delstatsmoskén i Seremban (1967).
Nutida profanarkitektur inkluderar nationalmuseet i Kuala Lumpur (1960), med malajiska inslag, och Sabahs delstatsmuseum i Kota Kinabalu (1981), inspirerat av långhus. Skyskrapor som Petronas Towers (1998), en gång världens högsta byggnad, har präglat Kuala Lumpurs skyline sedan 1990-talet.

## Internationella rankningar
| Organisation                                | Undersökning                   | Rankning   |
| ------------------------------------------- | ------------------------------ | ---------- |
| Heritage Foundation/The Wall Street Journal | Index of Economic Freedom 2019 | 70 av 180  |
| Reportrar utan gränser                      | Pressfrihetsindex 2019         | 134 av 180 |
| Transparency International                  | Korruptionsindex 2018          | 99 av 180  |
| FN:s utvecklingsprogram                     | Human Development Index 2018   | 106 av 189 |